# Assemblée du peuple (Syrie)
Pour les autres articles nationaux ou selon les autres juridictions, voir Assemblée du peuple.
Assemblée actuellement dissoute
Bâtiment du Parlement
L'Assemblée du peuple (en arabe : مجلس الشعب, Majlis al-Shaʻb) — aussi nommée Conseil du peuple — est le parlement monocaméral de la Syrie. 
Sous le régime baasiste de 1960 à 2024, le parlement n'a pratiquement aucun pouvoir en Syrie, presque toutes les décisions revenant au président de la République. Elle est composée de 250 membres, élus pour un mandat de quatre ans. La Syrie est alors un État dont le système politique est assimilable à celui du parti unique. 167 sièges sont garantis pour la coalition du Front national progressiste (al-Jabha al-Waṭaniyya at-Taqaddumiyya), au sein de laquelle le Parti Baas assume un rôle dirigeant. Des petits partis politiques autres que le Parti Baas existent, mais sont tous membres du Front national progressiste et subordonnés au Parti Baas.

## Histoire
De 1971 à 2012, le président de la République est élu par le parlement pour un mandat de sept ans. Le peuple doit alors confirmer son élection par un référendum.
À la suite de la chute du régime de Bachar el-Assad, survenue le 8 décembre 2024, l'Assemblée publie une déclaration le 9 décembre où elle salue « une journée historique dans la vie de tous les Syriens » et affirme qu'elle soutient « la volonté du peuple de bâtir une nouvelle Syrie tournée vers un avenir meilleur, gouvernée par la loi et la justice ». Le communiqué est frappé de nouvelles armoiries incluant le drapeau vert-blanc-noir à trois étoiles de l'opposition syrienne. Le 11 décembre, le Parti Baas, parti politique dominant de la République arabe syrienne, annonce suspendre toutes ses activités « jusqu'à nouvelle ordre » et qu'il remet tous ses biens au ministère de l'Intérieur.
Le 12 décembre, le nouveau gouvernement syrien annonce qu'il va « geler la Constitution et le Parlement » pendant une période de transition de trois mois,,. Un « comité juridique et des droits humains » sera chargé de proposer des amendements à la Constitution après son examen. Un Conseil consultatif sera ensuite nommé pour faire office de Parlement provisoire.
Le 27 juillet 2025, la Haute commission pour les élections de l’Assemblée du peuple annonce que les prochaines élections législatives se tiendront le 15 septembre 2025 pour le premier tour, et le 20 septembre 2025 pour le second.

## Système électoral
L'Assemblée du peuple est composée de 250 sièges pourvus pour quatre ans au scrutin de liste majoritaire dans 15 circonscriptions plurinominales. Les électeurs d'une circonscription choisissent une liste fermée de candidats qu'ils ne peuvent modifier parmi celles proposées, et celle remportant le plus de suffrages remporte l'ensemble des sièges en jeu dans la circonscription. Chaque liste est composée d'un minimum de deux tiers de candidats du Parti Baas et pour moitié d'ouvriers et de paysans, de telle sorte que le total de ces derniers soit de 127 sur le total de 250 députés élus.
En pratique, le pouvoir exerce une pré-sélection et une censure qui rend impossible tout début de pluralisme. Des comités nommés par une commission, dont les membres sont eux-mêmes choisis par le président, décident de la validité des candidatures des « ouvriers et paysans », tandis que les partis pouvant concourir à la moitié restante des sièges à pourvoir sont soumis à des lois draconiennes interdisant toute critique du pouvoir sous couvert d'une interdiction de « fragiliser le sentiment national », sous peine d'interdiction du parti. Les petits partis politiques autres que le Parti Baas, tous membres du Front national progressiste, lui sont ainsi tous subordonnés.
Le déroulement des élections est contesté. Les citoyens sont contraints d'aller voter par crainte de représailles, parfois à plusieurs reprises. Selon un opposant, « ce sont les services de renseignement qui choisissent les parlementaires, et cela depuis toujours. Un mécanisme existe pour désigner les députés. Au Parlement syrien, pas un seul député n'est véritablement élu par le peuple ».

## Féminisation
Dans les années 1950, Thuraya al-Hafez (1911-2000 ; en arabe : ثريا الحافظ) est la première femme à se présenter pour y siéger mais n'est pas élue.